# Sungha Jung
Sungha Jung (kor. 정성하; ur. 2 września 1996 w Korei Południowej) – koreański gitarzysta. 
Zaczął grać na gitarze w wieku 9 lat. Obecnie mieszka w mieście Chungju.

## Dyskografia
- 2007: Guitar Prodigy
- 2010: Perfect Blue
- 2011: Irony
- 2012: The Duets[2]
- 2013: Paint It Acoustic[2]